# Stabilimento Stellantis di Mack Avenue
Lo stabilimento Stellantis di Mack Avenue (Mack Avenue Engine Complex) è una fabbrica che produce automobili a Detroit nello stato del Michigan, attualmente gestita da Stellantis.

## Storia
La fabbrica originale ("Old Mack") fu originariamente costruita nel 1916 dalla Michigan Stamping Company e fu venduta alla Briggs Manufacturing Company nel 1920. Chrysler Corporation acquistò Mack Avenue e altri 11 stabilimenti da Briggs nel 1953 e continuò a utilizzarlo come impianto di stampaggio per i vicini stabilimenti della Dodge, di Lynch Road e di Jefferson North.
Nel 1979 Chrysler, in difficoltà finanziaria, chiuse la fabbrica ormai obsoleta e abbandonò il sito produttivo. La città di Detroit lo acquistò nel 1982, ma non fu in grado di trovare un acquirente o di permettersi la bonifica ambientale per il sito e di conseguenza, lo restituì a Chrysler. Nel 1990 Chrysler demolì il vecchio impianto e costruì una nuova fabbrica ("New Mack") con una superficie di 130.000 m2.
Dal 1992 al 1995, fu il sito di produzione per la Dodge Viper, quando venne trasferita nello stabilimento di Conner Avenue. Nel 1998, l'impianto produttivo fu convertito in una fabbrica di motori e nel 1999, furono aggiunti 60.000 m2 per la realizzazione di "Mack Engine II". Il 9 aprile 2013 Mack Engine produsse l'ultimo motore PowerTech 4.7 L V8 e convertì la produzione con il Pentastar V6, grazie ad un investimento di 197 milioni di dollari.
Il 6 dicembre 2018, Fiat Chrysler Automobiles annunciò che il Mack Avenue Engine Complex sarebbe stato riaperto e riconvertito in un impianto di assemblaggio per realizzare la nuova generazione del Jeep Grand Cherokee a partire dal 2021.

## Automobili prodotte

### Auto in produzione
| Foto | Marca | Modello          | Inizio produzione |
| ---- | ----- | ---------------- | ----------------- |
|      | Jeep  | Grand Cherokee L | 2021              |

### Auto fuori produzione
| Foto | Marca | Modello | Inizio produzione | Fine produzione |
| ---- | ----- | ------- | ----------------- | --------------- |
|      | Dodge | Viper   | 1992              | 1995            |

## Motori prodotti

### Motori in produzione
- 3.0 L, 3.2 L e 3.6 L motori Chrysler Pentastar V6

### Motori fuori produzione
- 4.7 L motori PowerTech V8